# Mount Hinks
Mount Hinks ist ein 595 m (nach australischen Angaben 593 m) hoher und felsiger Berg im ostantarktischen Mac-Robertson-Land. In den Gustav Bull Mountains ragt er 300 m südlich des Mount Marsden auf.
Teilnehmer der British Australian and New Zealand Antarctic Research Expedition (1929–1931) landeten am 13. Februar 1931 mit einem Flugzeug nahe dem benachbarten Scullin-Monolithen. Sie benannten den hier beschriebenen Berg nach dem Kartographen, Mathematiker und Astronomen Arthur Robert Hinks (1873–1945), Sekretär der Royal Geographical Society von 1915 bis 1945.